# Cantó de Foix-Ville
El cantó de Foix-Ville és un cantó del departament francès de l'Arieja, a la regió d'Occitània. Està inclòs al districte de Foix i compta només amb el municipi de Foix. El cantó va ser creat el 1985 per reduir l'antic cantó de Foix i convertir-lo en dos, aquest i el cantó de Foix-Rural.